# Колегіум невидимий

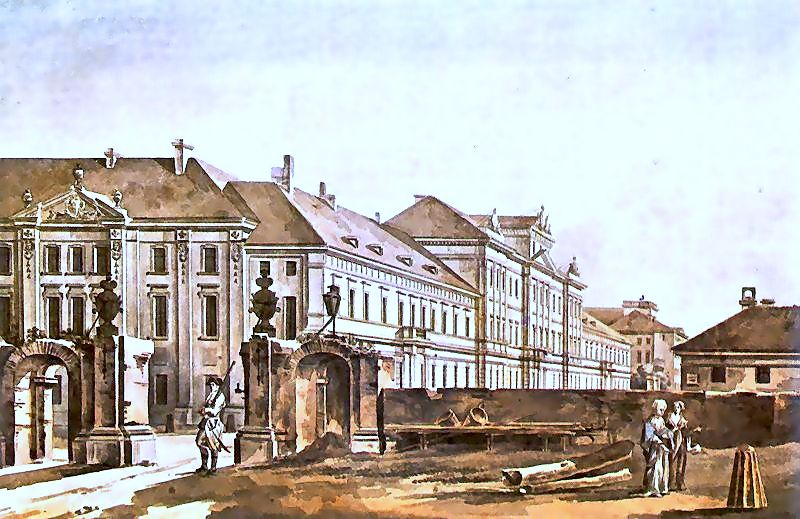
Колегіум у 18 столітті у Варшаві

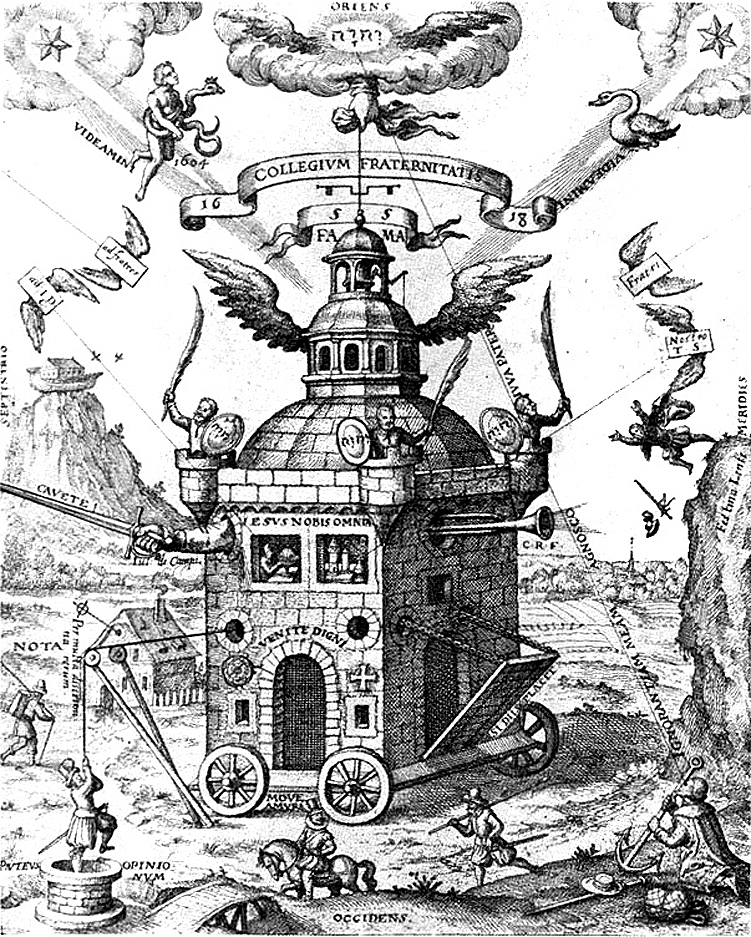
Англійський невидимий коледж 17 століття

Колегіум невидимий — академічне товариство засноване у 1995 році у Варшаві, об'єднує видатних польських студентів гуманітарних та наукових дисциплін із видатними науковцями відповідно до ідеї.

## Мета і завдання
Асоціація працює на підтримку інтелектуального та соціального розвитку видатних польських студентів, аспірантів та аспірантів. .Товариство має на меті запропонувати молодим науковцям можливість брати участь в оригінальних дослідницьких проектах, а також в ексклюзивній індивідуальній співпраці магістрів та студентів за допомогою навчальної системи.
Товариство сягає корінням у традиції вісімнадцятого століття Collegium Nobilium, елітної середньої школи, заснованої в 1740 році, однієї з попередниць Варшавського університету . Традиційно ректор університету є за посадою головою наукової ради Колегії.
Щороку близько двадцяти польських студентів, яким вдалося пройти сувору процедуру прийому, отримують членство в Колегії і, таким чином, отримують можливість пройти індивідуально обраний шлях академічного навчання.

## Викладачі
Студенти вибирають науковців, з якими вони хотіли б співпрацювати. Потім вчених запрошують стати стипендіатами Колегіуму.